# Talismania okinawensis
Talismania okinawensis is een straalvinnige vissensoort uit de familie van gladkopvissen (Alepocephalidae). De wetenschappelijke naam van de soort is voor het eerst geldig gepubliceerd in 1984 door Okamura & Kawanishi.